# Le Magnoray
Le Magnoray – miejscowość i gmina we Francji, w regionie Burgundia-Franche-Comté, w departamencie Górna Saona.
Według danych na rok 1990 gminę zamieszkiwały 94 osoby, a gęstość zaludnienia wynosiła 26 osób/km² (wśród 1786 gmin Franche-Comté Le Magnoray plasuje się na 649. miejscu pod względem liczby ludności, natomiast pod względem powierzchni na miejscu 915.).